# Marie-Josée Caya
Marie-Josée Caya est une actrice québécoise née près du lac Saint-Jean. Elle a débuté dans le domaine du théâtre avec la troupe pour enfants « Les Corigis de Drummondville » dans le rôle de Tante Ritrofort, de la pièce Les Corigis chez les Indiens, présentée en tournée provinciale, subventionnée par le Ministère des Affaires Culturelles du Québec, lors de la saison 1973-74. Elle a été surtout connue pour son rôle dans la populaire télé-série Le Temps d'une paix jouant à Radio-Canada. Elle y jouait le rôle de Marie-des-Neiges Lavoie née Desrosiers.

## Filmographie

### Télévision
- 1995: Scoop (série télévisée) : Sylvie Vézina
- 1991 : Une faim de loup
- 1987-1989 : La Maison Deschênes
- 1980-1986 : Le Temps d'une paix : Marie-des-Neiges Desrosiers-Lavoie
- 1980 : Bye Bye
- 1978-1984 : Terre humaine : Julie

### Cinéma
- 1994 : Louis 19, le roi des ondes
- 1990 : Desjardins, la vie d'un homme, l'histoire d'un peuple